# Sanford Meisner
Sanford Meisner (31 de agosto de 1905 - 2 de febrero de 1997) fue un actor y profesor de interpretación de nacionalidad estadounidense, que desarrolló un método interpretativo conocido hoy en día como la técnica Meisner.

## Inicios
Nacido en Brooklyn, Nueva York, era el mayor de cuatro hermanos. Sanford, Jacob, Ruth, y Robert eran los hijos de Hermann Meisner, un peletero, y Bertha Knoepfler, inmigrantes judíos que habían llegado a los Estados Unidos procedentes de Hungría. Dos años después del nacimiento de Sanford nació Jacob. En un intento de mejorar la salud del primero, un año después la familia viajó a las Montañas Catskills, donde Jacob fue alimentado con leche sin pasteurizar. Como resultado de ello, el niño contrajo una tuberculosis y falleció al poco tiempo. Muchos años después, en una entrevista, Meisner afirmaba que ese evento era «la influencia emocional dominante de mi vida de la que nunca, tras todos esos años, he podido escapar».”  Culpado por sus padres de la muerte de su hermano, el joven Meisner se aislaría y se encerraría en sí mismo, incapaz de superar el sentimiento de culpa por el fallecimiento. 
Encontró alivio a su situación tocando el piano de la familia y estudiando en el Instituto de Música Damrosch (actual Juilliard School), donde se formó para ser concertista de piano. Con el inicio de la Gran Depresión, su padre le hizo salir del conservatorio para colaborar en el negocio familiar en la ciudad de Nueva York. Meisner más adelante explicaba que la única manera de soportar el paso de los días en su trabajo era entretenerse volviendo a tocar mentalmente todas las piezas musicales de piano que había estudiado en el conservatorio. Meisner creía que esta experiencia le ayudaría a desarrollar un agudo sentido del sonido, semejante a un oído absoluto. Siendo ya profesor de interpretación, a menudo evaluaba el trabajo de sus estudiantes con los ojos cerrados (y su cabeza dramáticamente cogida entre sus manos). El truco, explicaba, le permitía oír mejor el trabajo de los alumnos, y determinar los altibajos de las interpretaciones.
Tras graduarse en la high school, Meisner se dedicó profesionalmente a actuar, una actividad que le había interesado desde su juventud. Él había actuado en la Chrystie Street Settlement House de Lower East Side bajo la dirección de Lee Strasberg, un joven que más tarde jugaría un importante papel en su vida. A los 19 años de edad, Meisner supo que la sociedad teatral Theatre Guild estaba contratando adolescentes. Tras una breve entrevista, consiguió una plaza como en la pieza They Knew What They Wanted. La experiencia le afectó profundamente, dándose cuenta de que la interpretación era su vocación. 

## The Group Theatre
A pesar de las dudas de sus padres, Meisner insistió en hacerse actor, recibiendo una beca para estudiar en la Theatre Guild. Allí se encontraría de nuevo con Lee Strasberg y con Harold Clurman. Strasberg se convertiría en uno de los más influyentes teóricos de la interpretación, y padre del El Método, una técnica derivada de las teorías y prácticas de Konstantin Stanislavski. Los tres hombres se hicieron amigos, y en 1931 Clurman y Strasberg, junto a Cheryl Crawford (también miembro del Theatre Guild), seleccionarían a 28 actores, uno de ellos Meisner, para formar el Group Theatre. Este grupo teatral influyó, no solo en Meisner y en otros miembros del Grupo, sino en todo el arte interpretativo de los Estados Unidos. Meisner, junto a varios actores de la compañía, entre los cuales figuraban Robert Lewis y Stella Adler, finalmente resistieron a la preocupación de Strasberg acerca de los ejercicios de Memoria Emocional cuando, en 1934, Stella Adler retornó tras estudiar con Stanislavski en París. Como resultado de todo ello Meisner ideó un nuevo enfoque en el estudio de la interpretación.
Meisner veraneó en el Pine Brook Country Club en Connecticut con el Group Theatre. Algunos de los otros artistas que se reunieron fueron Elia Kazan, Harry Morgan, John Garfield, Lee J. Cobb, Will Geer, Clifford Odets, Howard Da Silva e Irwin Shaw.
Cuando el Group Theatre desapareció en 1940, Meisner siguió dirigiendo un programa de interpretación en la Neighborhood Playhouse de Nueva York. Fue en la Playhouse donde desarrolló su propia técnica interpretativa, basada en el trabajo de Konstantin Stanislavski, en su experiencia con Lee Strasberg, y en las revelaciones de Stella Adler sobre los usos de la imaginación. Hoy ese método es llamado la Técnica Meisner.
El Actors Studio fue fundado en 1947 por dos antiguos componentes del Group Theater  (los entonces directores de éxito Elia Kazan y Robert Lewis). Meisner fue uno de los primeros profesores en dar clase en el Actors Studio. Irónicamente, al principio no se convocó a Strasberg, aunque en 1951 llegó a ser director artístico del Studio. Muchos estudiantes del Actors Studio harían buenas carreras cinematográficas. La posterior insistencia de Strasberg afirmando que él les había preparado angustió enormemente a Meisner, creándole un rencor con su antiguo mentor que duraría hasta la muerte de Strasberg.

## The Meisner/Carville School of Acting
En 1983, Sanford Meisner y su compañero, James Carville, fundaron la Meisner/Carville School of Acting en la isla caribeña de Bequia. Estudiantes de todo el mundo iban cada verano a participar en un curso intensivo con Meisner. La Meisner/Carville School of Acting operaba en la isla y, a partir de 1985, también en North Hollywood, California. Meisner dividía su tiempo entre la Neighborhood Playhouse de Nueva York y sus dos escuelas.

### Estudiantes destacados
A lo largo de su carrera, Meisner trabajó y enseñó a estudiantes que más adelante llegarían a ser actores y actrices de renombre, entre ellos (a) Sandra Bullock, Dylan McDermott, James Caan, Steve McQueen, Robert Duvall, Gregory Peck, Jack Lord, Bob Fosse, Diane Keaton, Peter Falk, Jon Voight, Liza Snyder,  Michelle Pfeiffer, Jeff Goldblum, Grace Kelly, James Doohan, Manu Tupou, Tony Randall y Sydney Pollack. Pollack y Charles E. Conrad también trabajaron como primeros ayudantes de Meisner. Además, estudiaron con él numerosos directores, entre ellos Sidney Lumet y guionistas como Arthur Miller y David Mamet, ya que la técnica Meisner era igualmente apta para directores, guionistas y profesores.

## Actuaciones para el cine
Meisner trabajó en pocas ocasiones para el cine, y entre ellas figuran sus actuaciones en Tender Is the Night, The Story on Page One, y Mikey and Nicky. Su última actuación tuvo lugar en la primera temporada del drama médico televisivo ER. El actor Noah Wyle trabajó con él, y se refería a esta experiencia como el momento cumbre de su carrera.
Sanford Meisner falleció en 1997 en Sherman Oaks, California.